# Pacifická biskupská konference
Pacifická biskupská konference (lat. Conferentia Episcopalis Pacifici, CEPAC, franc. Conférence épiscopale du Pacifique) je biskupská konference složená z biskupů několika diecézí v Oceánii.

## Členské arcidiecéze a diecéze
- Arcidiecéze Samoa-Apia, Samoa
- Diecéze Samoa-Pago Pago, Americká Samoa
- Misie sui iuris Funafuti, Tuvalu
- Misie sui iuris Tokelau, Tokelau
- Arcidiecéze Suva, Fidži
- Diecéze Rarotonga, Cookovy ostrovy
- Diecéze Tarawa a Nauru, Kiribati a Nauru
- Arcidiecéze Papeete, Francouzská Polynésie
- Diecéze Taiohae, Francouzská Polynésie
- Arcidiecéze Agaña, Guam
- Diecéze Chalan Kanoa, Severní Mariany
- Diecéze Souostroví Karolíny, Palau a Mikronésie
- Apoštolská prefektura Marshallovy ostrovy, Marshallovy ostrovy
- Arcidiecéze Nouméa, Nová Kaledonie
- Diecéze Wallis a Futuna, Wallis a Futuna
- Diecéze Port-Vila, Vanuatská republika
- Diecéze Tonga, Tonga a Niue